# Gouharsara
Gouharsara (pers. گوهرسرا) – wieś w Iranie, w ostanie Mazandaran, w dystrykcie Ramsar, w bachszu Markazi, w dehestanie Sachtsar. W 2006 roku liczyła 116 mieszkańców w 30 rodzinach.